# Celmisia mackaui
Celmisia mackaui là một loài thực vật có hoa trong họ Cúc. Loài này được Raoul mô tả khoa học đầu tiên năm 1846.